# Apšeronský poloostrov
Apšeronský poloostrov (ázerbájdžánsky Abşeron yarımadası, rusky Апшеронский полуостров), někdy též pouze Apšeron se nachází v Ázerbájdžánu a je pokračováním východního zakončení Velkého Kavkazu.
Vybíhá 60 km do Kaspického moře, jeho šířka je až 30 km a nejvyšší bod je 165 metrů nad mořem. Rozloha poloostrova je 2110 km² a žije zde přibližně 4,6 milionu lidí.
Na poloostrově leží hlavní město Ázerbájdžánu Baku, dále tu jsou města Sumgait, Chirdalan a 32 vesnických osad.

## Etymologie
Název Apšeron pochází z perského slova Ábšúrán (آبشوران), což znamená "místo slané vody".

## Historie Apšeronu
Vzhledem ke geografickým, klimatickým a geologickým podmínkám Apšeronu, byl celý poloostrov osídlen před 20 000 lety. Starověké lidské osídlení bylo objeveno poblíž osady Jeni Surachani. Celkově ja na poloostrově větší množství zbytků sídel z doby bronzové a starší doby železné. Byly zde také nalezeny starověké hřbitovní komplexy s antropomorfními kamennými postavami.
S rozvojem těžby ropy v oblasti Apšeronu se ve 19. století na poloostrov začali sestěhovávat pracovníci z Persie a Střední Asie.